# Luçon (Vendée)
Pour les articles homonymes, voir Luçon.
Luçon (prononciation : /ly.sɔ̃/) est une commune du Centre-Ouest de la France, située dans le département de la Vendée en région Pays de la Loire.
Évêché dont le cardinal de Richelieu fut titulaire, la capitale spirituelle du Bas-Poitou, possède un large patrimoine architectural et possède un parc, le Jardin Dumaine.

## Géographie
Le territoire municipal de Luçon s'étend sur 3 142 hectares. L'altitude moyenne de la commune est de 11 mètres, avec des niveaux compris entre 1 et 40 mètres,.

### Localisation
Située au centre de la grande plaine de Vendée, porte de la Côte de Lumière, Luçon est au sud du Bocage vendéen et sur la bordure du Marais poitevin. Le littoral atlantique est à une vingtaine de kilomètres au sud par la baie de l'Aiguillon sur mer et de la Faute sur mer. Un canal, le canal de Luçon, long de 14 kilomètres, relie la ville à la baie de l'Aiguillon, et plus largement à l'estuaire de la Sèvre Niortaise. D'origine ancienne, il a nécessité des travaux d'entretien et d'élargissement au XIXe siècle.
La ville se situe entre La Roche-sur-Yon, préfecture du département de Vendée à 33 km au nord, Fontenay-le-Comte, chef-lieu d’arrondissement, à 29 km à l’est, Les Sables-d'Olonne également chef-lieu d’arrondissement à 49 km à l’ouest, et La Rochelle, chef-lieu du département voisin de la Charente-Maritime à 41 km au sud.
| Les Magnils-Reigniers                  | Corpe   | Sainte-Gemme-la-Plaine         |
| Les Magnils- Reigniers (Beugné l'Abbé) | Luçon   |                                |
|                                        | Triaize | Moreilles Champagné-les-Marais |

### Géologie et relief
Luçon se trouve à la lisière méridionale du bas bocage, qui marque le début de la plaine à l'ancienne limite du continent du jurassique, jusqu'au 1er millénaire. Le Golfe des Pictons s'envase et les marécages se sont progressivement formés.

### Climat
Pour des articles plus généraux, voir Climat des Pays de la Loire et Climat de la Vendée.
En 2010, le climat de la commune est de type climat océanique franc, selon une étude du CNRS s'appuyant sur une série de données couvrant la période 1971-2000. En 2020, Météo-France publie une typologie des climats de la France métropolitaine dans laquelle la commune est exposée à un climat océanique et est dans la région climatique Bretagne orientale et méridionale, Pays nantais, Vendée, caractérisée par une faible pluviométrie en été et une bonne insolation.
Pour la période 1971-2000, la température annuelle moyenne est de 12,3 °C, avec une amplitude thermique annuelle de 13,9 °C. Le cumul annuel moyen de précipitations est de 770 mm, avec 12 jours de précipitations en janvier et 6,2 jours en juillet. Pour la période 1991-2020, la température moyenne annuelle observée sur la station météorologique de Météo-France la plus proche, « Sainte Gemme la Plaine_sapc », sur la commune de Sainte-Gemme-la-Plaine à 5 km à vol d'oiseau, est de 13,0 °C et le cumul annuel moyen de précipitations est de 809,1 mm,. Pour l'avenir, les paramètres climatiques de la commune estimés pour 2050 selon différents scénarios d'émission de gaz à effet de serre sont consultables sur un site dédié publié par Météo-France en novembre 2022.
| Mois                                  | jan.           | fév.             | mars          | avril         | mai             | juin           | jui.          | août           | sep.           | oct.          | nov.          | déc.            | année     |
| ------------------------------------- | -------------- | ---------------- | ------------- | ------------- | --------------- | -------------- | ------------- | -------------- | -------------- | ------------- | ------------- | --------------- | --------- |
| Température minimale moyenne (°C)     | 3,3            | 2,9              | 4,7           | 6,4           | 9,9             | 12,7           | 14            | 13,9           | 11,4           | 9,4           | 5,8           | 3,5             | 8,2       |
| Température moyenne (°C)              | 6,4            | 6,8              | 9,4           | 11,6          | 15,2            | 18,4           | 20,1          | 20,1           | 17,3           | 14            | 9,6           | 6,8             | 13        |
| Température maximale moyenne (°C)     | 9,6            | 10,8             | 14,1          | 16,8          | 20,5            | 24             | 26,1          | 26,3           | 23,3           | 18,5          | 13,4          | 10,1            | 17,8      |
| Record de froid (°C) date du record   | −15 15.01.1985 | −13,8 04.02.1963 | −9,1 01.03.05 | −5 11.04.1973 | −1,8 03.05.1979 | 1,9 04.06.1953 | 4 11.07.1972  | 4,5 31.08.1986 | 0,5 19.09.1952 | −2 26.10.1983 | −8 23.11.1988 | −11 27.12.1962  | −15 1985  |
| Record de chaleur (°C) date du record | 16,4 01.01.23  | 22,5 27.02.19    | 25,5 31.03.21 | 30 30.04.05   | 35 24.05.1953   | 39,8 27.06.19  | 41,7 18.07.22 | 39,7 09.08.03  | 36,8 04.09.23  | 31,5 02.10.23 | 22,9 01.11.15 | 19,8 04.12.1953 | 41,7 2022 |
| Précipitations (mm)                   | 81,9           | 60,8             | 60,6          | 60,9          | 58,1            | 41,3           | 44,1          | 47,4           | 70,6           | 94,8          | 94,4          | 94,2            | 809,1     |

## Urbanisme

### Typologie
Au 1er janvier 2024, Luçon est catégorisée petite ville, selon la nouvelle grille communale de densité à sept niveaux définie par l'Insee en 2022.
Elle appartient à l'unité urbaine de Luçon, une unité urbaine monocommunale constituant une ville isolée,. Par ailleurs la commune fait partie de l'aire d'attraction de Luçon, dont elle est la commune-centre,. Cette aire, qui regroupe 13 communes, est catégorisée dans les aires de moins de 50 000 habitants,.

### Occupation des sols
L'occupation des sols de la commune, telle qu'elle ressort de la base de données européenne d’occupation biophysique des sols Corine Land Cover (CLC), est marquée par l'importance des territoires agricoles (76 % en 2018), en diminution par rapport à 1990 (79,1 %). La répartition détaillée en 2018 est la suivante : 
terres arables (36,3 %), prairies (30,8 %), zones urbanisées (15,8 %), zones agricoles hétérogènes (8,9 %), zones industrielles ou commerciales et réseaux de communication (4,9 %), espaces verts artificialisés, non agricoles (1,8 %), eaux continentales (1,4 %), forêts (0,1 %). L'évolution de l’occupation des sols de la commune et de ses infrastructures peut être observée sur les différentes représentations cartographiques du territoire : la carte de Cassini (XVIIIe siècle), la carte d'état-major (1820-1866) et les cartes ou photos aériennes de l'IGN pour la période actuelle (1950 à aujourd'hui).

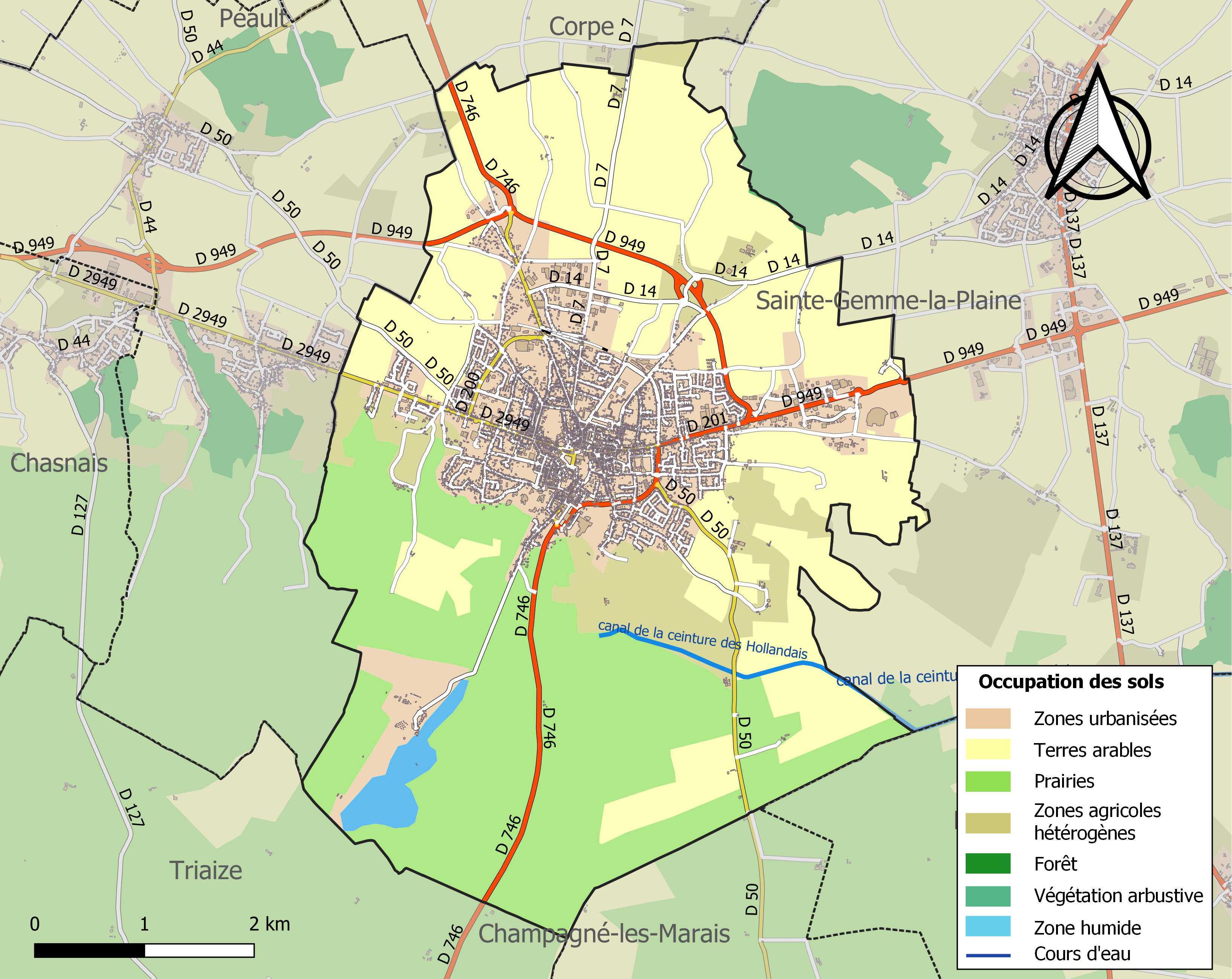
Carte des infrastructures et de l'occupation des sols de la commune en 2018 (CLC).

### Voies de communication et transports

#### Infrastructures routières
Luçon est située au carrefour des départementales D 949, qui relie Fontenay-le-Comte aux Sables-d'Olonne, et D 137, qui relie Nantes à La Rochelle. Elle est reliée au chef-lieu du département, La Roche-sur-Yon, par la RD 746. La route D 949 nouvellement aménagée la dévie par le nord. Le boulevard de l'Océan permet de la contourner par le sud.

#### Dessertes autoroutières
- A83 à 13 km (sortie  7 : Luçon, La Rochelle, Sainte-Hermine)
- A83 à 23 km (sortie  7.1 : Luçon, Pouzauges, La Châtaigneraie, Fontenay-le-Comte).
- A87 à 28 km (sortie  31 : Luçon, La Rochelle, Le Bourg-sous-la-Roche, Saint-Florent-des-Bois).
- RN11 à 37 km (sortie  27 D9 : Luçon, Villedoux, La Roche-sur-Yon).

#### Infrastructures ferroviaires

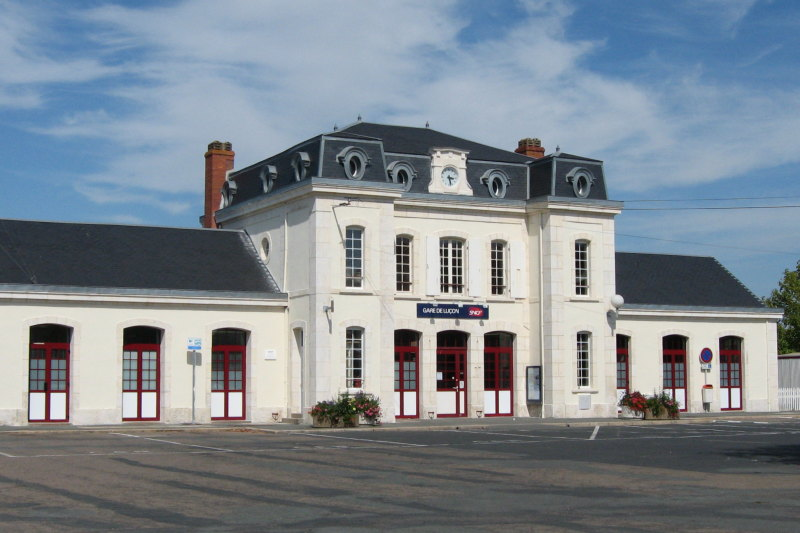
Gare de Luçon.

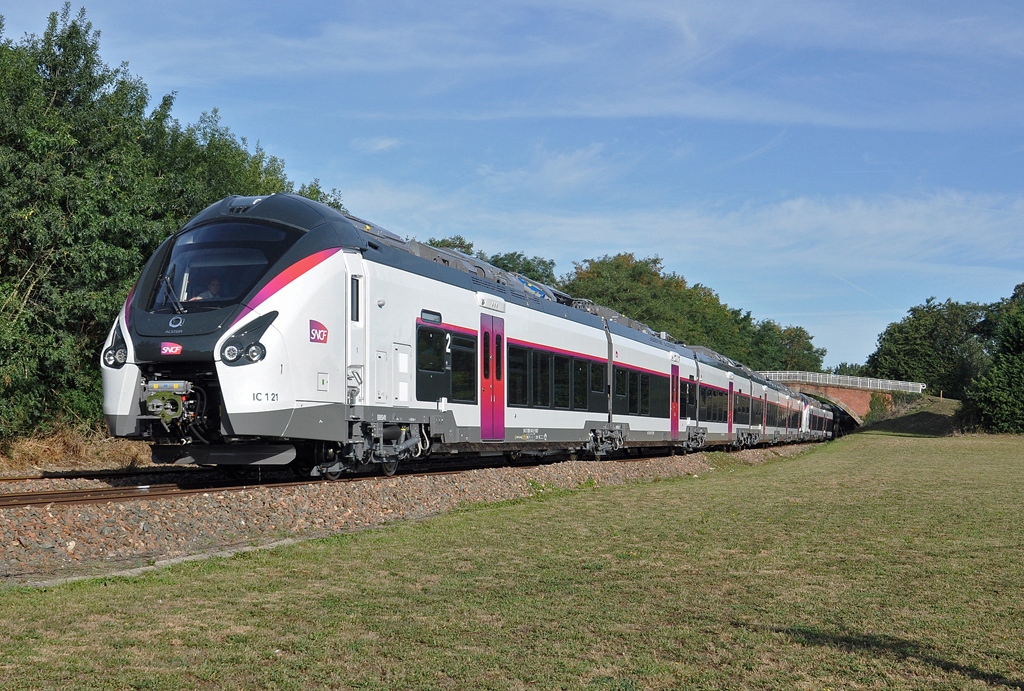
Train Intercités Bordeaux - Nantes.

La voie ferrée Nantes - Bordeaux dessert la ville depuis 1871. La double voie fut mise en service en 1922.
En 1881, le port fut relié à la ligne Nantes - Bordeaux par un embranchement ferré de 2 500 m. À cette voie ferrée se sont substitués l'actuel boulevard de l'Océan et le chemin du Fief du Quart.
À la gare existait une liaison vers Chantonnay, l'Aiguillon et Les Sables-d'Olonne, assurée par les Tramways de la Vendée.

#### Infrastructures aéroportuaires
L'aéroport de La Rochelle-Île de Ré situé à 45 km de Luçon relie les grandes métropoles françaises, britanniques et belges.
L'aérodrome de Luçon-Chasnais situé à 4 km de Luçon est privé. Il s'agit d'un village aéronautique construit à partir de 2000. Il comporte 28 lots constitués de maisons individuelles, d'un hangar pour un avion et d'un accès à la piste. Celle-ci appartient au village et à ses copropriétaires.

#### Infrastructures maritimes

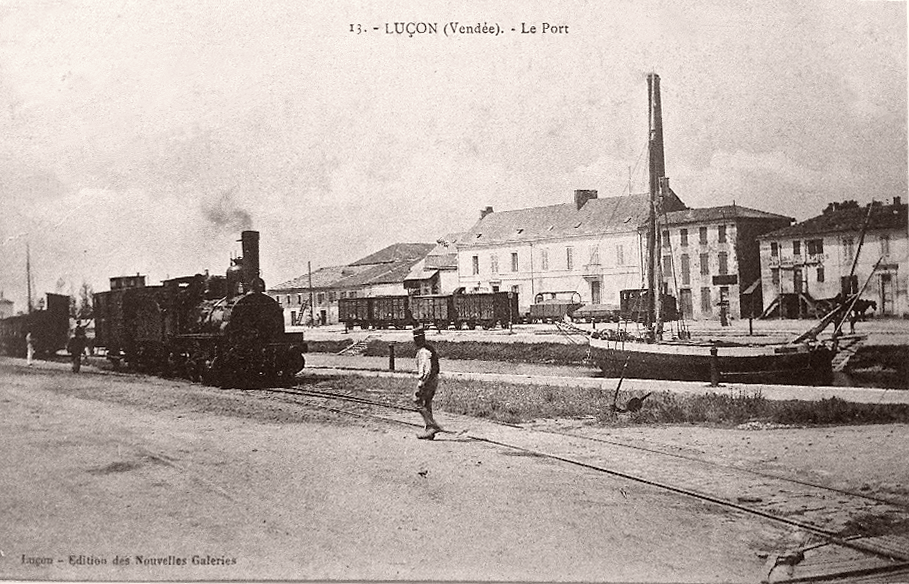
Le port de Luçon XIXe siècle.

Il ne reste plus que les vestiges d’un port de mer qui fut au fil des siècles, port de cabotage et devenu au milieu du XIXe siècle le troisième port céréalier de France[réf. souhaitée]. C'est à la suite de l'arrivée du chemin de fer (seconde moitié du XIXe) et son envasement que le port périclita et fut finalement obstrué. Ses anciennes berges sont toujours visibles côté nord. Sur son périmètre, se trouve le centre aquatique Port'Océane, avec plans d'eau, espace vert et aire de jeux.

#### Transports en commun
Depuis 2007, un service de transports collectifs, appelé Luciole, assure le déplacement des Luçonnais quatre jours par semaine le long de quatre itinéraires.

## Toponymie
Cet ancien village de pêcheurs avait pris pour nom Lucio au XIe siècle, en latin Lucius, qui signifie brochet. Cette appellation avait probablement donné les armes de la ville côtière.
En poitevin, la commune est appelée Luçun.

## Histoire
Née de la proximité de la mer et de la volonté des hommes, Luçon a toujours été liée à l'Océan, auquel elle est reliée par un canal, le canal de Luçon, aménagé à partir d'un cours d'eau naturel. Au Moyen Âge, ses moines contribuèrent à l'aménagement de grands marais qui s'étendent à perte de vue jusqu'à l'Océan.
À partir de l'époque féodale, Luçon devient une co-baronnie : deux seigneurs se partagent le pouvoir, la particularité est que l'un est un baron laïc, l'autre baron est l'abbé, puis l’évêque à partir du XIVe siècle. Un vaste château fort existe alors, il comprenait deux parties, un château pour le baron de Luçon, et un autre château qui englobait l'abbaye Sainte-Marie. Le tout formait le bail Saint-Philbert, qui englobait l'actuelle place Leclerc (château du baron), la cathédrale et l'abbaye ainsi que le parc attenant. Luçon était une ville fortifiée, dont le tracé des remparts se devine dans le tracé de quelques rues entourant le centre-ville, en l'occurrence les rues de l'Hôtel de Ville, du Pré Haut, de l'Union Chrétienne, de Gâte-bourse et du Mûrier, dessinant une enceinte ovoïde. La ville possédait autour de 2 000 habitants au Moyen Âge. Ces murailles étaient très probablement protégées par des douves en eau, car le port et le marais se trouvaient à proximité, il était très facile d'inonder le pourtour de la ville.
La ville s'est développée par l'existence de trois activités : le port, le siège épiscopal, le point de passage des Sables-d'Olonne à Fontenay-le-Comte. Réaménagé au début du XIXe siècle, son port développa son activité avec l'Europe du Nord avant d'être inactif, puis comblé en 1973.
En 1914, Luçon disposera de l’eau courante et deviendra la deuxième ville électrifiée de Vendée après Pouzauges, grâce à l’ancienne centrale électrique située à côté du château d'eau. Cet ensemble de bâtiments classés au titre des monuments historiques fut construit pour la nouvelle caserne de cavalerie.

### Capitale spirituelle du Bas-Poitou

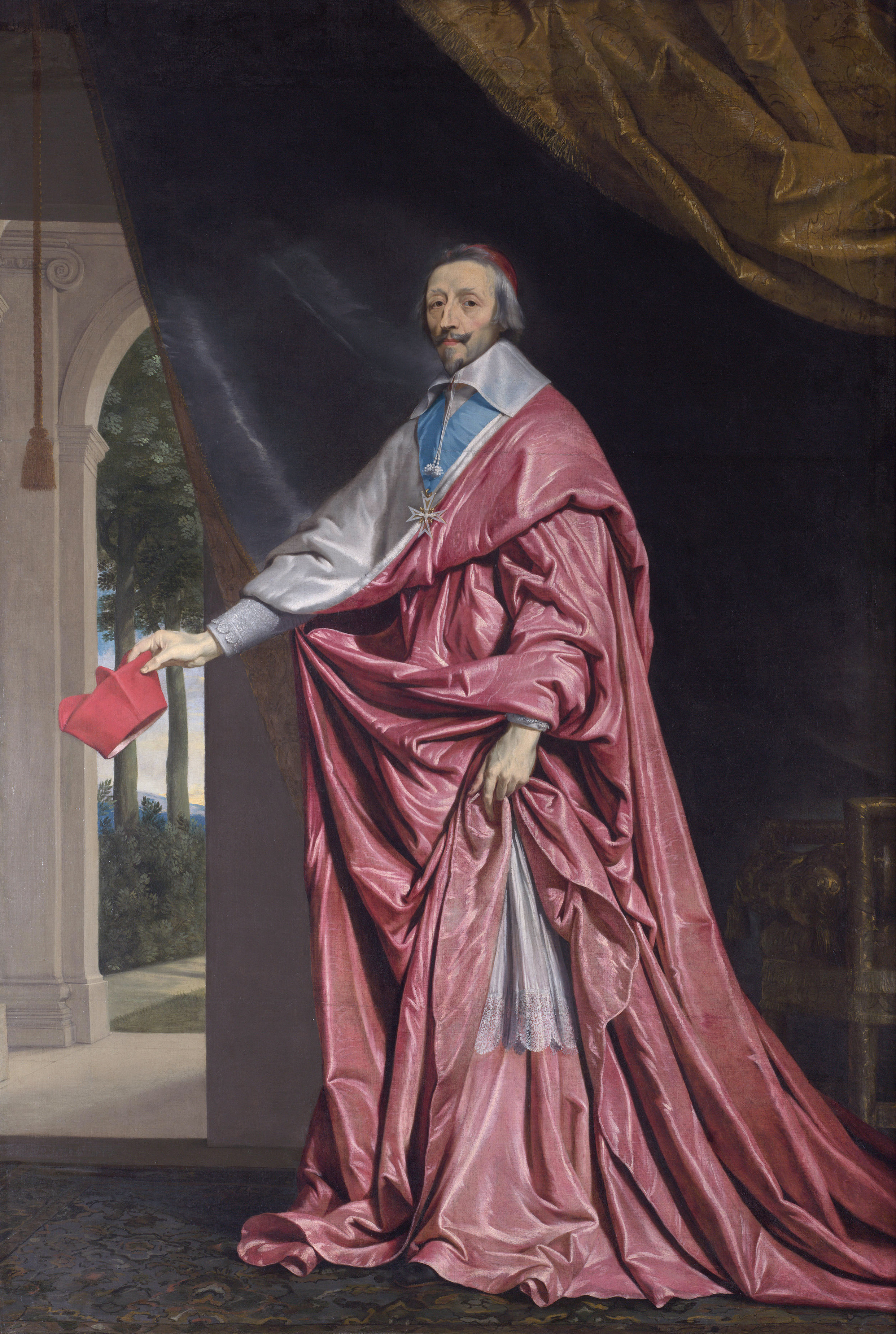
Le cardinal de Richelieu.

Un monastère est fondé par saint Philbert au VIIe siècle. Déjà pillée par les Normands en 846, la ville est à nouveau attaquée en 853 : le chef viking Hasting prend la ville et la pille. Un autre chef viking, recruté par le comte de Poitiers, arrive avant qu’il n’ait quitté la place, et l’assiège dans la ville. Hasting réussit néanmoins à négocier et à quitter la ville, qu’il laisse incendiée.
Devenue évêché par la volonté du pape Jean XXII en 1317, la cité est la capitale spirituelle du Bas-Poitou.
En mai 1469, par ses lettres patentes, le roi Louis XI autorisa la sécularisation de l'église de Luçon, selon les lettres accordées auparavant par le pape Paul II.
Avant de devenir ministre de Louis XIII, le grand maître de la diplomatie française, le cardinal de Richelieu fut l'évêque réformateur de Luçon. On lui attribue d'avoir qualifié Luçon « du plus vilain évêché de France, le plus crotté et le plus désagréable »[réf. souhaitée]. De fait, la ville avait été ruinée par les Guerres de Religion. Il restaura la Cathédrale et le Palais de l'Evêché, fonda un séminaire, réforma son chapitre et son clergé. Il s'appliqua à rebâtir la ville détruite par les guerres de religion. Il se préoccupa de la formation des prêtres de son diocèse en écrivant un catéchisme et en organisant des visites pastorales.
Napoléon III offrit à la cathédrale le très bel orgue romantique de Cavaillé-Coll.
En 1995, Goudji, orfèvre contemporain, réalise le mobilier du chœur.

### Ville des jardins romantiques

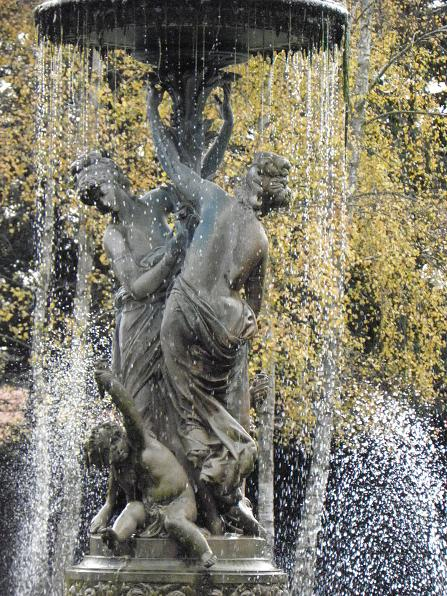
Fontaine du jardin Dumaine.

Ville épiscopale, Luçon a toujours été la résidence des gens de la bonne société, ce dont témoigne la présence de riches demeures aux toits d'ardoise.
Au XIXe siècle, certains constructeurs, inspirés par les récits de Victor Hugo et d'Alexandre Dumas[réf. nécessaire], donnèrent à quelques édifices une allure médiévale avec tours et gargouilles. Les tombes du cimetière historique de Luçon reflètent également ce goût néogothique. L'évêque monseigneur Baillès, lui-même, fit construire par l'architecte parisien Émile Boeswillwald le collège Richelieu dans un parc de verdure de 3 hectares inspirés des « public schools » anglaises : les séminaristes du diocèse étudieront plus tard dans cet univers digne de Walter Scott.
La ville possède un patrimoine vert rare et remarquable. Les arbres taillés en Art topiaire et les arcs de verdure bordés le long des rues et des avenues offrent à la ville son élégance et son originalité. Pierre-Hyacinthe Dumaine offrit son parc à la commune en 1872, nommé le jardin Dumaine. C'est alors que Luçon devint la ville verte telle qu'on la connaît aujourd'hui.

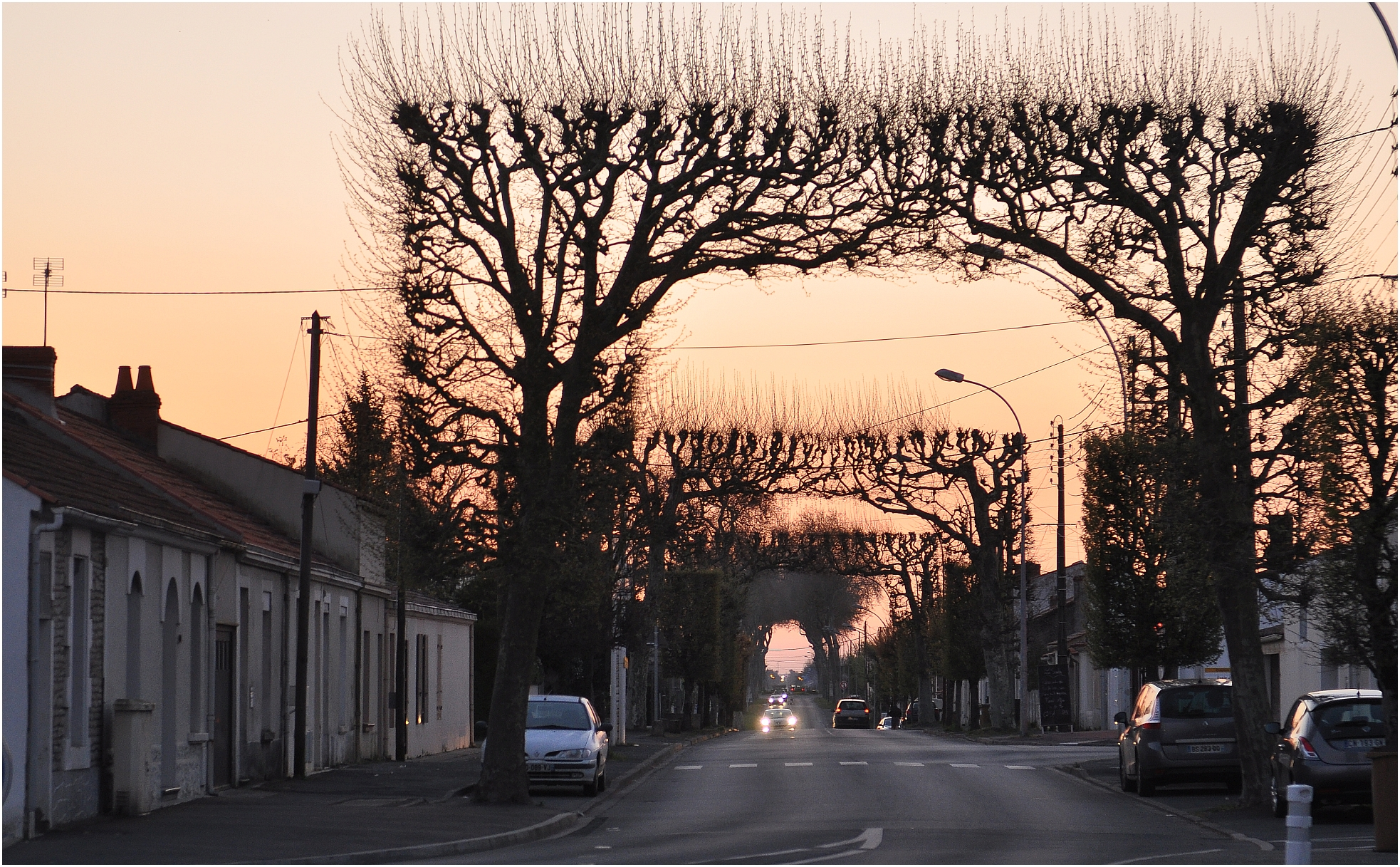
Arbres taillés, vus en fin de soirée, rue du Président de Gaulle.

### Ville fleurie
Luçon a été récompensée par trois fleurs au Concours des villes et villages fleuris (palmarès 2008).

### Liste des maires

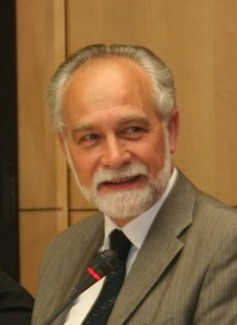
Dominique Souchet (1946), maire de Luçon de 1995 à 2001.

## Politique et administration

### Tendances politiques et résultats
Luçon était une ville marquée traditionnellement à gauche qui à connu un virage à droite à partir 1995 avec l'élection de Dominique Souchet. Nicolas Sarkozy arrive au second tour lors des élections présidentielles de 2012 et en 2017, c'est Emmanuel Macron qui remporte les élections pour la ville.

### Fiscalité
La fiscalité est d'un taux de 26,87 % sur le bâti, 68,59 % sur le non bâti, et 17,23 % pour la taxe d'habitation (2012).

### Jumelages
- Österåker de 1981-1989[27]
- Richelieu (Indre-et-Loire) depuis 2000.

## Équipements et services publics

### Enseignement
Luçon est située dans l'académie de Nantes.

#### Établissements scolaires
|                | Écoles maternelles    | Écoles élémentaires   | Collèges                    | Lycées                        | Enseignement supérieur |
| -------------- | --------------------- | --------------------- | --------------------------- | ----------------------------- | ---------------------- |
| Secteur public | École Jean-Moulin     | École Jean-Moulin     | Collège Arnaud Beltrame     | Lycée Atlantique              | Lycée Atlantique       |
| Secteur public | École Émile Beaussire | École Émile Beaussire | Collège Arnaud Beltrame     | Lycée agricole de Luçon-Pétré |                        |
| Secteur privé  | École Sainte-Famille  | École Sainte-Famille  | Collège-lycée Sainte-Ursule | Collège-lycée Sainte-Ursule   | Sup Communication      |
|                | École Sainte-Famille  | École Sainte-Famille  |                             |                               |                        |

##### Enseignement primaire
- Écoles maternelles
  - La ville compte deux écoles maternelles publiques (Émile Beaussire et Jean-Moulin).
- Écoles élémentaires
  - La ville compte une école élémentaire publique (Jean-Moulin).
- Écoles primaires (maternelle et élémentaire)
  - La ville compte une école primaire publique (Émile Beaussire, Avenue Émile Beaussire) et une école primaire privée (Sainte-Famille, place du Général-Leclerc et rue du Mûrier).

Les écoles publiques scolarisent environ 420 élèves, et les écoles privées 380.
L'école primaire publique du Centre comprend deux classes spécialisées (CLIS).

##### Enseignement secondaire
- Le lycée général, technologique et professionnel Atlantique assure l’enseignement des sections générales, technologiques et professionnelles. Il comprend un pôle « cinéma » (option cinéma-audiovisuel du bac L), une section européenne « allemand » et une section européenne « anglais ». Son taux de réussite au baccalauréat est de 89 % (statistiques 2009 ).
- Le lycée agricole de Luçon-Pétré forme à la production agricole, horticole et à l’aménagement paysager. Il existe depuis 1887 et est situé à Pétré sur le territoire de la commune de Sainte-Gemme-la-Plaine.
- Le collège Arnaud Beltrame assure la formation de la 6e à la 3e pour plus de 700 élèves. Ce nouveau collège moderne est inauguré le 5 septembre 2023, par la fusion des deux anciens collèges publics de la ville, Émile Beaussire et Le Sourdy. Il comprend une unité localisée pour l'inclusion scolaire (ULIS) et une section d'enseignement général et professionnel (SEGPA).
- Le collège et le lycée privé Sainte-Ursule forme plus de 900 élèves dont plus de 600 au collège et plus de 300 au lycée d’enseignement général et professionnel (2009). Il dispose d’un internat. Son lycée professionnel prépare le CAP Dessinateur d’exécution en communication graphique. Le taux de réussite au baccalauréat est plus de 97 %, au brevet des collèges plus de 99 % et au CAP plus de 83 % (statistiques 2009 ).

#### Enseignement supérieur

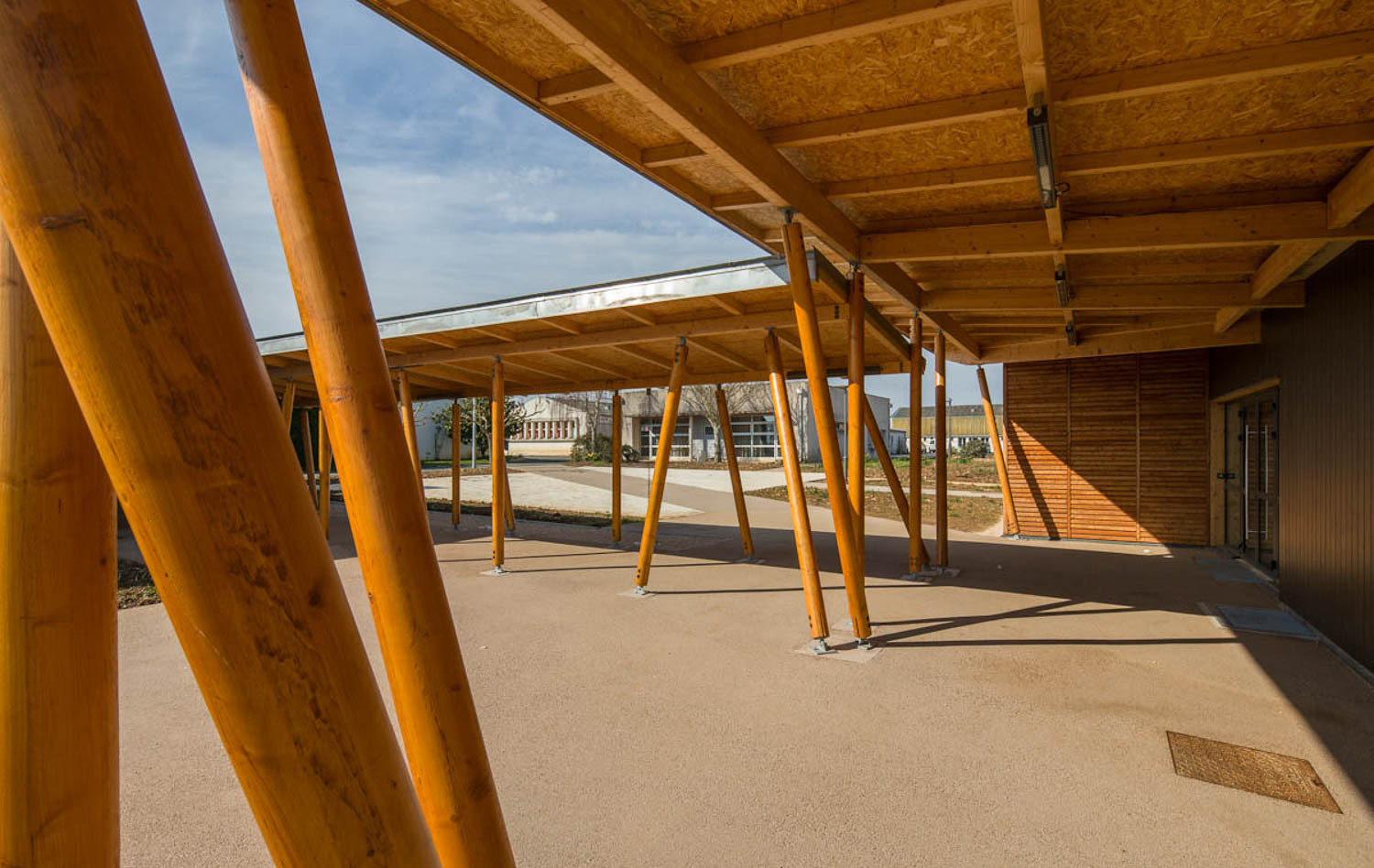
Lycée agricole Luçon

- Le lycée polyvalent Atlantique prépare aux BTS du tourisme et des loisirs, de l'économie sociale et familiale ainsi qu'au diplôme d'État de conseiller en économie sociale et familiale. Le taux de réussite est de plus de 89 % (statistiques 1999)[réf. nécessaire].
- Le lycée Sainte-Ursule, enseignement général et professionnel.
- Le lycée agricole de Pétré forme au BTSA ACSE (analyse & conduite des systèmes d'exploitation).
- L'institut Sup communication (Groupe Les Établières) prépare les DEES Communication (options événementiel, relations publiques et e-communication), DEES techniques numériques et multimédia, DEES Web.

## Population et société

### Démographie

#### Évolution démographique
L'évolution du nombre d'habitants est connue à travers les recensements de la population effectués dans la commune depuis 1793. Pour les communes de moins de 10 000 habitants, une enquête de recensement portant sur toute la population est réalisée tous les cinq ans, les populations de référence des années intermédiaires étant quant à elles estimées par interpolation ou extrapolation. Pour la commune, le premier recensement exhaustif entrant dans le cadre du nouveau dispositif a été réalisé en 2007.

En 2022, la commune comptait 9 450 habitants, en évolution de −0,18 % par rapport à 2016 (Vendée : +5,33 %, France hors Mayotte : +2,11 %).
| 1793  | 1800  | 1806  | 1821  | 1831  | 1836  | 1841  | 1846  | 1851  |
| ----- | ----- | ----- | ----- | ----- | ----- | ----- | ----- | ----- |
| 2 180 | 2 632 | 2 963 | 3 739 | 3 786 | 3 761 | 4 028 | 4 563 | 4 810 |

| 1856  | 1861  | 1866  | 1872  | 1876  | 1881  | 1886  | 1891  | 1896  |
| ----- | ----- | ----- | ----- | ----- | ----- | ----- | ----- | ----- |
| 5 134 | 5 637 | 6 003 | 6 062 | 6 247 | 6 339 | 6 506 | 6 536 | 6 745 |

| 1901  | 1906  | 1911  | 1921  | 1926  | 1931  | 1936  | 1946  | 1954  |
| ----- | ----- | ----- | ----- | ----- | ----- | ----- | ----- | ----- |
| 6 757 | 6 766 | 6 759 | 6 663 | 6 462 | 6 648 | 7 035 | 7 526 | 7 839 |

| 1962  | 1968  | 1975  | 1982  | 1990  | 1999  | 2006  | 2007  | 2012  |
| ----- | ----- | ----- | ----- | ----- | ----- | ----- | ----- | ----- |
| 7 599 | 8 243 | 9 002 | 9 066 | 9 099 | 9 311 | 9 682 | 9 722 | 9 437 |

| 2017  | 2022  | - | - | - | - | - | - | - |
| ----- | ----- | - | - | - | - | - | - | - |
| 9 540 | 9 450 | - | - | - | - | - | - | - |

#### Pyramide des âges
La population de la commune est relativement âgée.
En 2018, le taux de personnes d'un âge inférieur à 30 ans s'élève à 26,4 %, soit au-dessous de la moyenne départementale (31,6 %). À l'inverse, le taux de personnes d'âge supérieur à 60 ans est de 40,4 % la même année, alors qu'il est de 31,0 % au niveau départemental.
En 2018, la commune comptait 4 493 hommes pour 5 083 femmes, soit un taux de 53,08 % de femmes, légèrement supérieur au taux départemental (51,16 %).
Les pyramides des âges de la commune et du département s'établissent comme suit :
| Hommes | Classe d’âge | Femmes |
| ------ | ------------ | ------ |
| 1,5    | 90 ou +      | 3,1    |
| 13,2   | 75-89 ans    | 16,9   |
| 21,8   | 60-74 ans    | 23,9   |
| 20,5   | 45-59 ans    | 20,6   |
| 13,6   | 30-44 ans    | 11,8   |
| 16,9   | 15-29 ans    | 13,4   |
| 12,5   | 0-14 ans     | 10,4   |

| Hommes | Classe d’âge | Femmes |
| ------ | ------------ | ------ |
| 0,8    | 90 ou +      | 2,2    |
| 8,7    | 75-89 ans    | 11,1   |
| 20,3   | 60-74 ans    | 21,3   |
| 20     | 45-59 ans    | 19,4   |
| 17,5   | 30-44 ans    | 16,8   |
| 15     | 15-29 ans    | 13,2   |
| 17,7   | 0-14 ans     | 16,1   |

### Sports et loisirs
- Football : Luçon Football Club (LFC)
- Badminton : Club Badminton Luçonnais (CBL)
- Basket-ball : Luçon Basket Club (LBC)
- Équitation : Centre équestre du Haras du Fief des Guifettes
- Courses Hippiques : Hippodrome des Encloses, Les Guifettes
- Natation, aquagym, aquafitness, water-polo, BNSSA, mini-plouf, sportive : Club nautique Luçon
- Équitation
- Rugby : Fontenay Luçon Rugby Sud Vendée (FLRSV)
- Handball : Handball-club de Luçon
- Tennis : Tennis Club luçonnais
- Judo : Esprit Judo Luçon - Nalliers
- Karaté : École luçonnaise Karaté
- Gymnastique : Club gymnique luçonnais
- Fitness : Académie-club Luçon 
 L'Orange bleue
- Danse : Association culturelle pour le développement de l'art chorégraphique (ACDAC)
 Association pour le développement d'accésdanse (ADA)
- Athlétisme : Club Athlétique Luçonnais
- Volley-ball : Volley Sud Vendée

## Économie

### Entreprises et commerces
La première et grande usine du port a été construite par Gaudineau et les frères Labbé en 1860. Ses activités étaient celles d'une huilerie, d'une minoterie, d'une distillerie puis une sucrerie en 1882. C'est aujourd'hui l'une des usines de l'entreprise laitière-fromagère Eurial.
L'entreprise luçonnaise Marchegay (MtechBuild) créée par Roland Marchegay était à l'origine spécialisée dans la construction de charpentes et de structures métalliques. Aujourd'hui ses domaines d'activité concernent les verrières, les serres, les jardineries et le photovoltaïque. En 2015, l’entreprise échappa à la faillite, grâce à la mobilisation de la ville de Luçon et des patrons vendéens.
La ville crée un partenariat avec les établissements New Man qui ouvrent en mai 1969 une unité de production employant près de 600 personnes pour la fabrication des jeans New Man. L'inauguration s'est effectuée en présence de messieurs Jacques Reiller (préfet), Yves Durand (sénateur), Marcel Bousseau (député), Pierre Nau (maire), Jacques Jaunet (PDG) et Joël Brun (directeur de l'usine). Depuis, l'activité textile a disparu et les locaux servent à l'une des deux usines luçonnaises dans la fabrication de mobil-homes, de la société IRM qui changera de nom en 2016, pour devenir Bio habitat, en conservant sa marque de gamme résidentielle. Depuis 2007, elle est devenue une filiale du groupe vendéen Bénéteau, constructeur de bateaux de plaisance. Cette entreprise vient de déménager au Vendéôpole de Sainte-Hermine-Luçon à 13 kilomètres.

## Culture locale et patrimoine

### Lieux et monuments

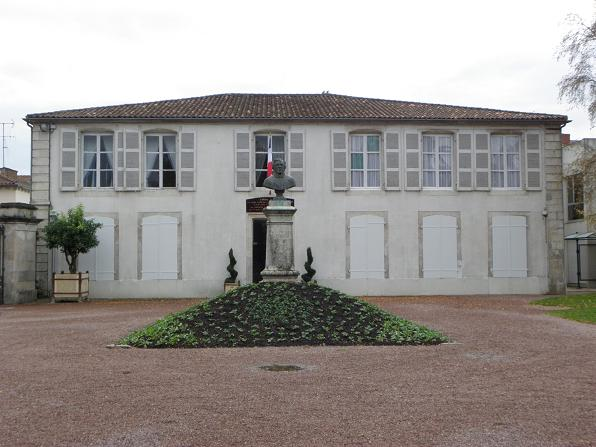
Hôtel de ville.
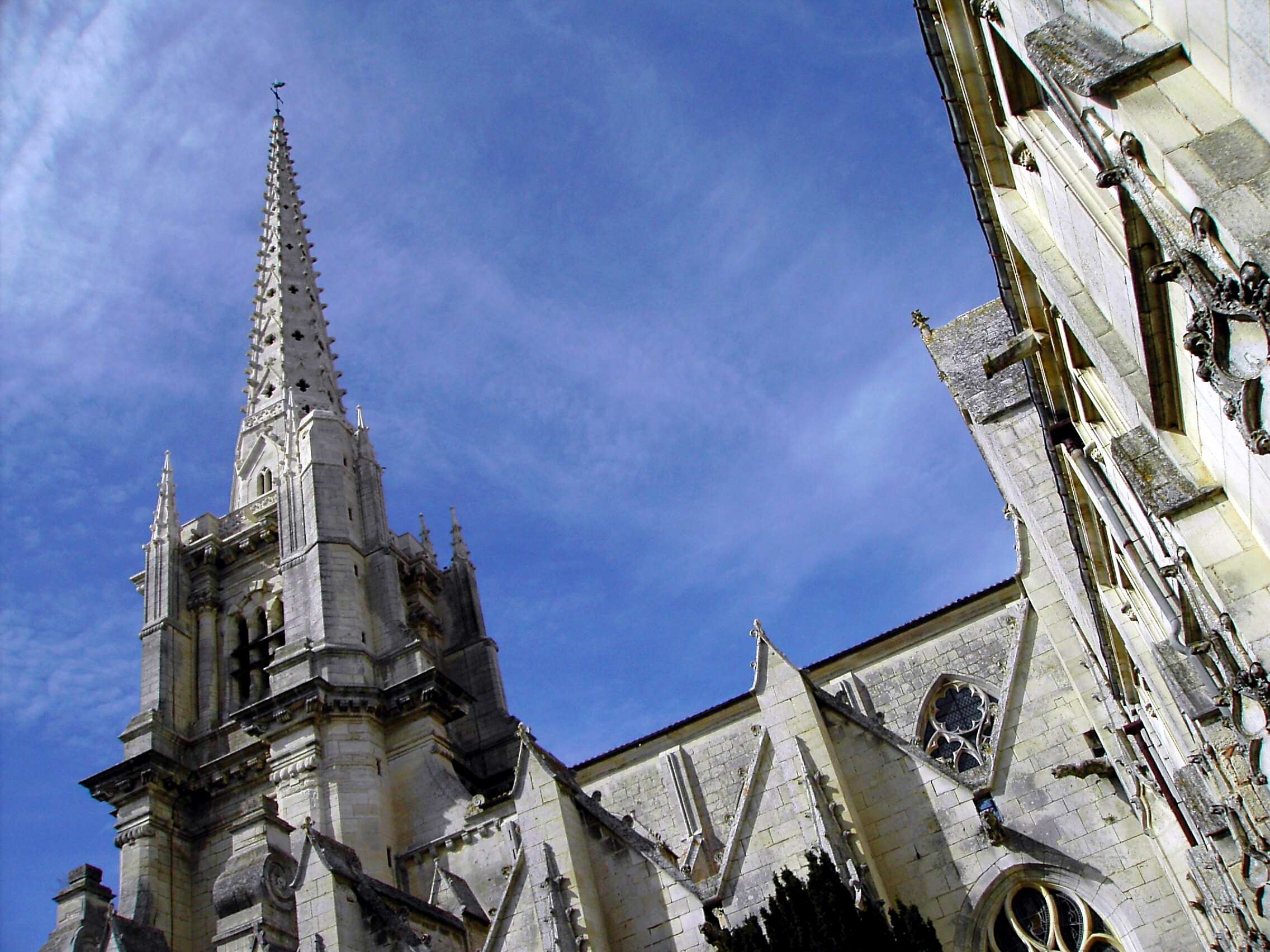
La cathédrale Notre-Dame-de-l'Assomption de Luçon.
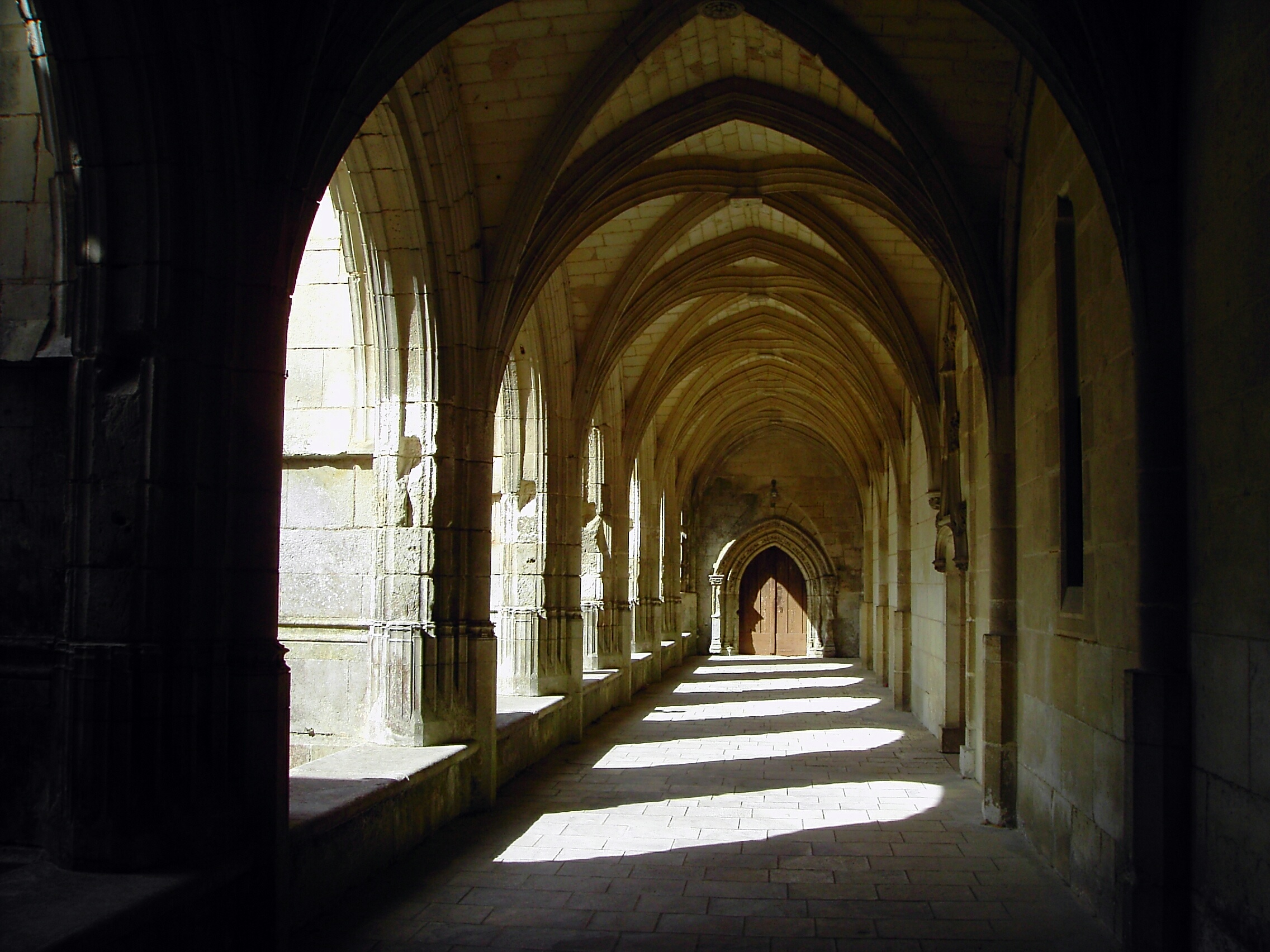
Le cloître.
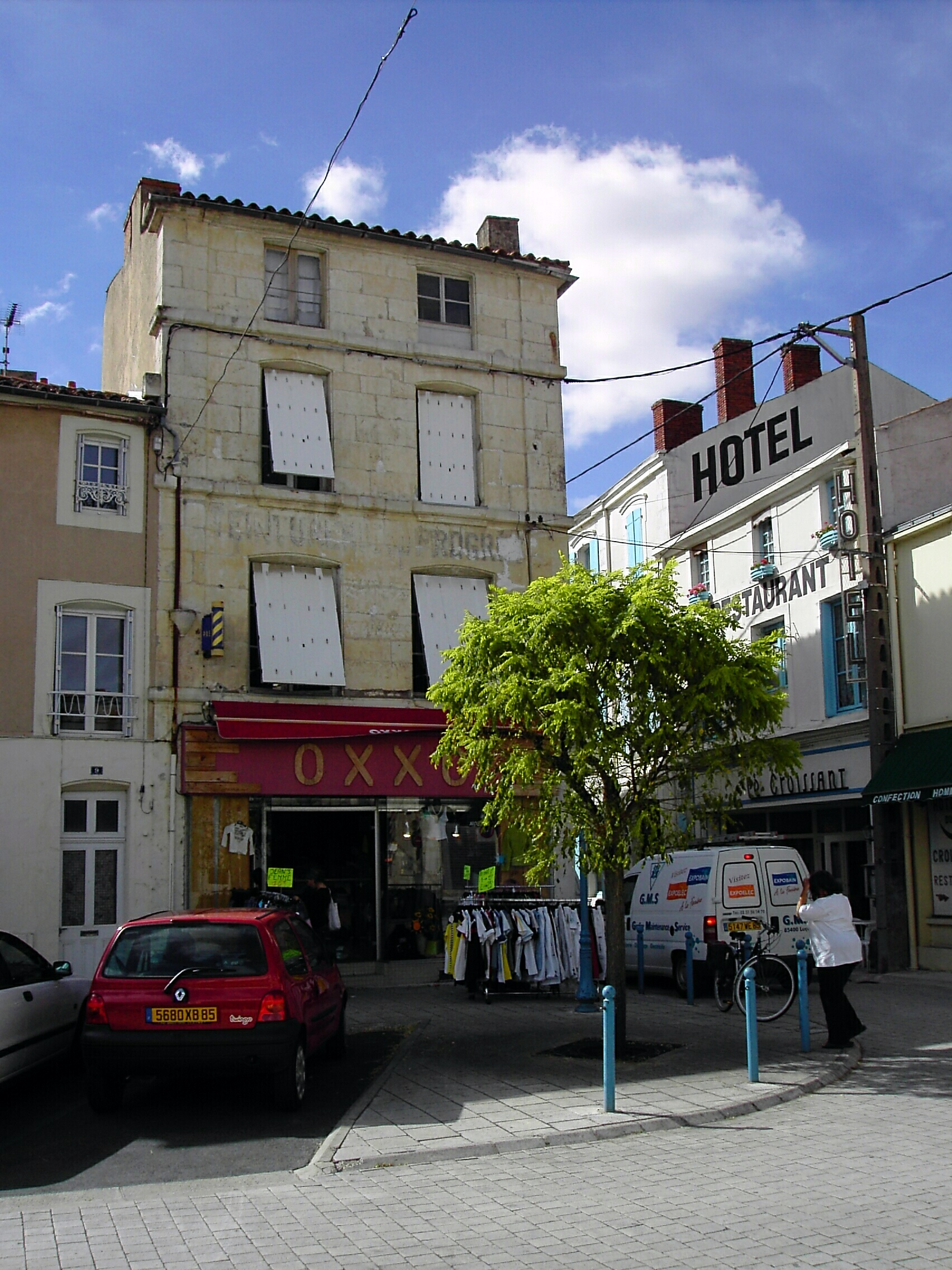
Au milieu de Luçon.
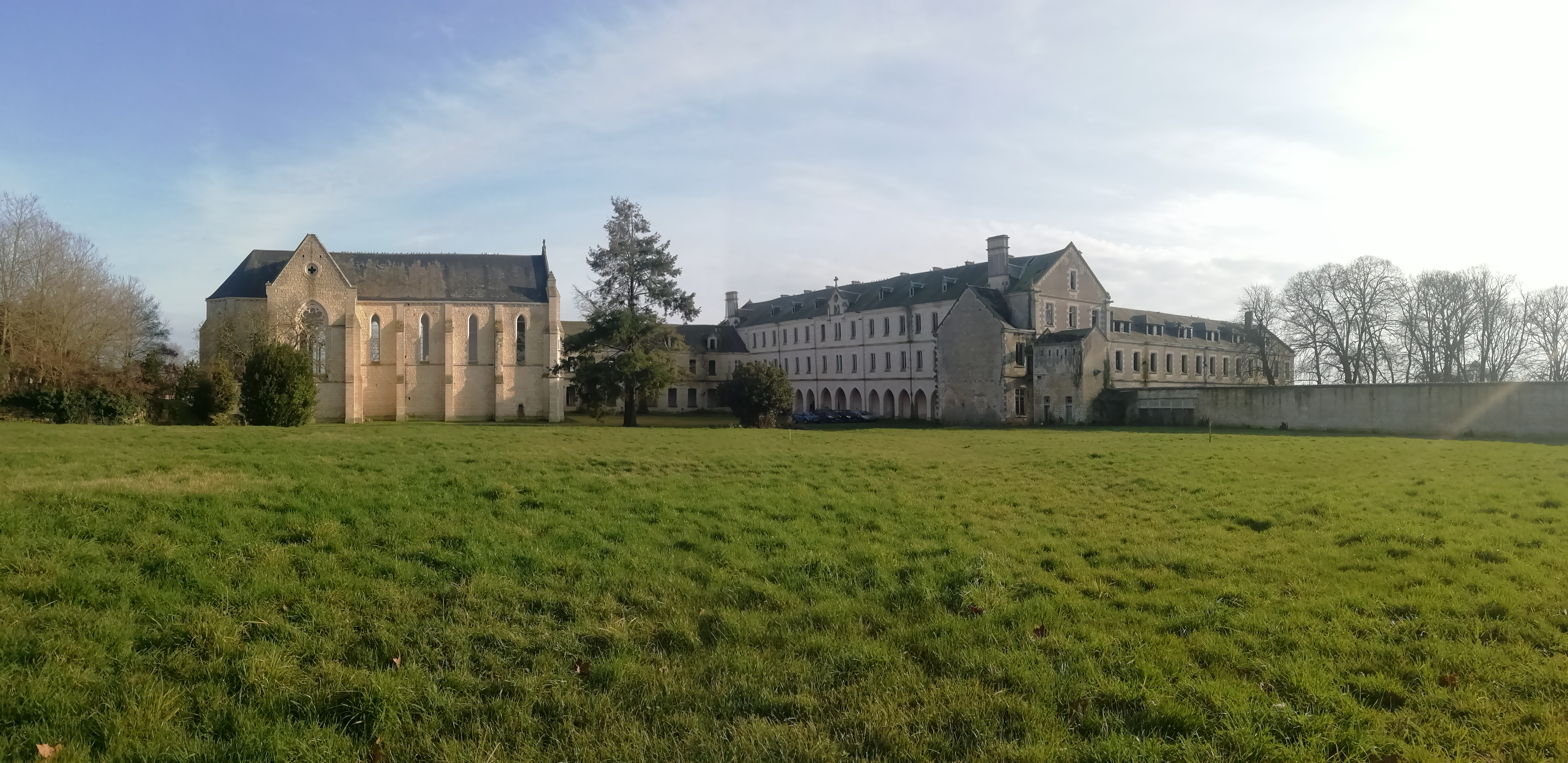
Chapelle et immeuble du collège Richelieu, puis Grand Séminaire.
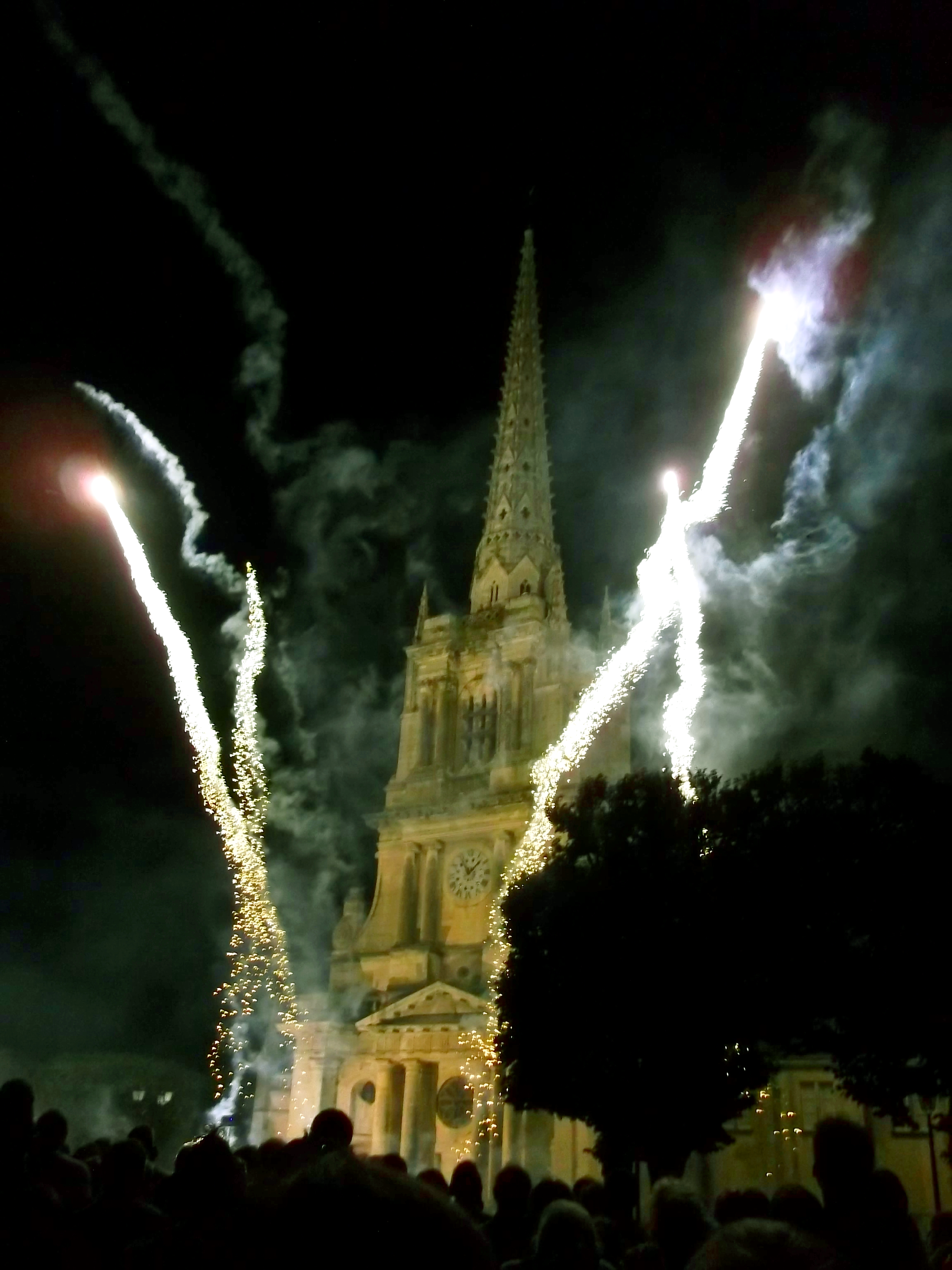
Fête nationale à Luçon.
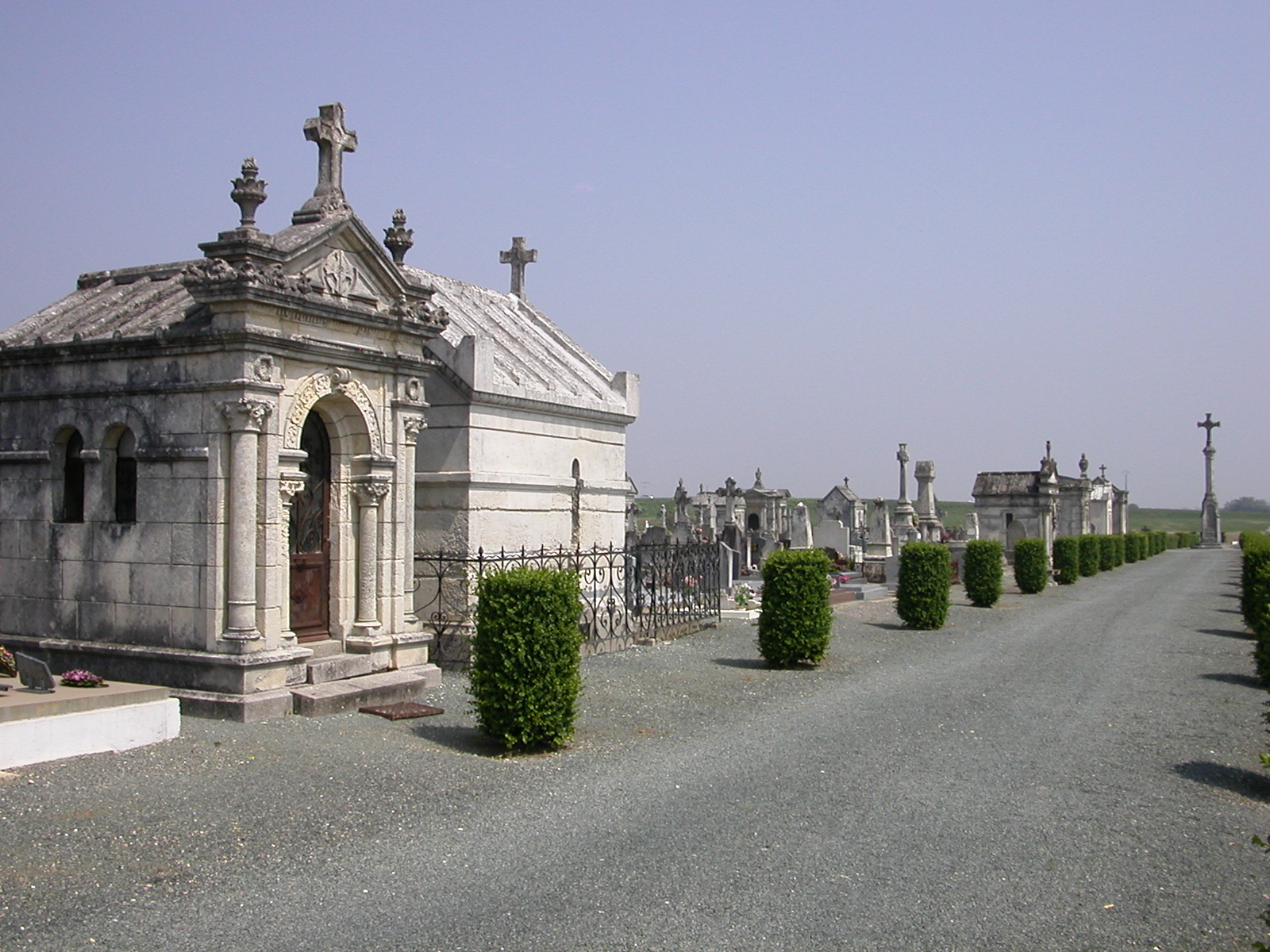
Le cimetière.
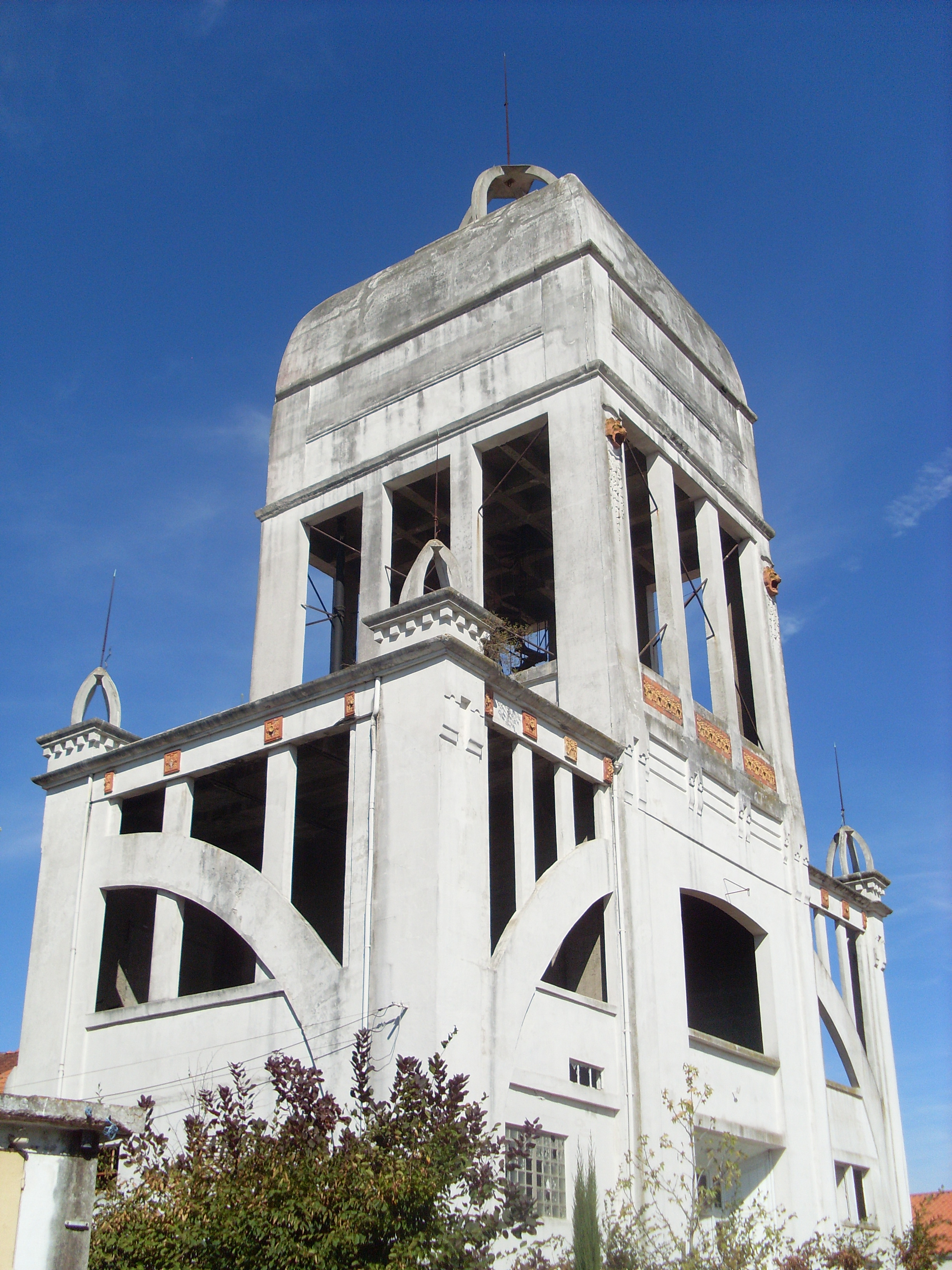
Le château d'eau.

La ville est le siège d'un évêché dont le titulaire le plus célèbre était le cardinal de Richelieu.

#### Édifices religieux
- Cathédrale Notre-Dame-de-l'Assomption de Luçon, place Richelieu  Classé MH ;
- Cloître de la Cathédrale[37], XVIe siècle  Classé MH ;
- Palais épiscopal de Luçon, XIIe siècle  Classé MH ;
- Couvent des Ursulines, rue Georges Clemenceau XVIIe siècle et chapelle avec son plafond peint et son retable  Inscrit MH ;
- Couvent et chapelle du Carmel, rue de l'Union Chrétienne, 1847, de style du XIIIe siècle ;
- Chapelle Sainte-Madeleine, rue de l'Hôpital, 1400, attenante à l'hôpital, XVe siècle ;
- Collège Richelieu ou Grand Séminaire et Chapelle attenante 1852, 1869 et 1880 rue du Président de Gaulle  Site patrimonial remarquable ;
- Château de Millesouris et chapelle attenante Sainte-Thérèse-de-l'Enfant-Jésus, 1925, rue Mille Souris  Site patrimonial remarquable ;
- Le monumental calvaire, rue du Calvaire ;
- Chapelle de l'ancien Séminaire, 1835 (caserne de gendarmerie).

#### Hôtels et résidence
- Maison Dumaine (hôtel de ville) ;
- Château de Mille-Souris (actuelle maison de retraite des missionnaires de la Plaine) ;
anciennement hôtel de Mauras, cette maison a probablement été construite à la fin du XVIIe siècle.
Sa porte principale s'inspire de la façade baroque de la cathédrale ;
- Hôtel Choyau  Classé MH ;
- Hôtel Rorthais de Marmende  Classé MH ;
- Hôtel Serin de Lénardière ;
- Hôtel Chabot de Thénies.

#### Autres

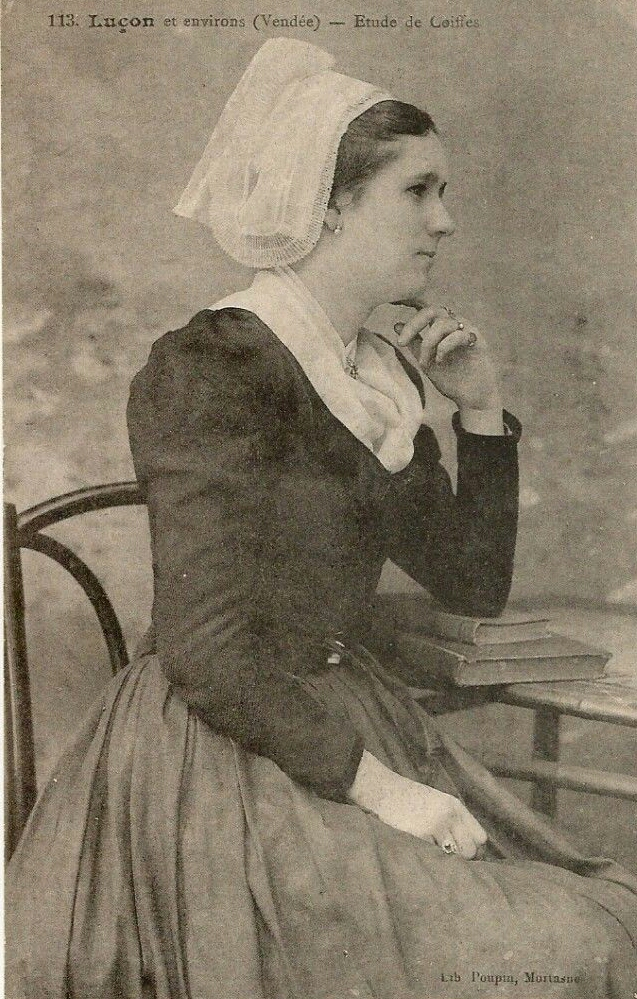
Cabanière de Luçon, coiffe typique de Luçon et de sa région, portée de la fin du XVIIIe siècle à l'entre-deux-guerres.

- Ancien port fluvial, comblé dans les années 1970 ;
- Théâtre Millandy, 2002 (anciennement cinéma le Rex) ;
- Quartier du Bourgneuf, situé entre la cathédrale et le port[38] ;
- Quartier Hoche ;
- Quartier des halles ;
- Quartier de l’hôtel de ville, Jardin Dumaine ;  Site patrimonial remarquable
- Bas-relief de Joël Martel, à l'entrée du groupe scolaire du Centre, rue Docteur-Pabeuf ;
- Statue de Richelieu, érigée en 1935, inaugurée par Édouard Herriot, située place Richelieu ;
- Château d'eau de Luçon du début du XXe siècle  Classé MH ;
- Usine électrique de Luçon  Inscrit MH ;
- Distillerie Vrignaud, bâtiments industriels du XIXe siècle ;
- Plan d'eau des Guifettes ;
- Cimetière historique, Site patrimonial remarquable, créé sous la Révolution, un véritable musée à ciel ouvert ;
le cimetière est reconnu par la Direction Régionale des Affaires Culturelles.

### Personnalités liées à la commune
- Émile Beaussire, (1824-1889), né à Luçon, philosophe, diplômé de l'École normale supérieure, cofondateur de l'École libre des sciences politiques, membre de l'Académie des sciences morales et politiques, député de la Vendée.
- François Bégaudeau, écrivain et acteur né à Luçon en 1971.
- Edmond Biré, (1829-1907), écrivain et critique littéraire né à Luçon.
- Jacques Blasquez, Compagnon de la Libération[39], né à Luçon le 31 janvier 1912, décédé à Paris le 11 août 1998. Inhumé à Luçon.
- François Bon, écrivain, né à Luçon en 1953.
- Michel de Bussy-Rabutin (1669-1736), évêque de Luçon de 1723 à sa mort.
- Cécile Caulier, (1930-2009), auteure-compositrice française de variété née à Luçon.
- Prosper Deshayes, (1878-1905), président du Conseil général de la Vendée et maire de Luçon.
- Théodore Dézamy, (1808-1850), théoricien du communisme utopique, né et mort à Luçon.
- Julien David, (1838-1908) donateur luçonnais, président de la Société Philharmonique de Luçon des années 1884-1890, contributeur des pièces d'eau et du kiosque à musique au jardin Dumaine. Inhumé à Luçon.
- Pierre Hyacinthe Dumaine, (1790-1872) docteur luçonnais, il légua tous ses biens à la ville.
- François Gaudineau, maire de Luçon (1850-1878), président du Conseil Général et Sénateur de la Vendée
- Jean Droze, né Jacques Jeandroz à Luçon le 26 juin 1925 et décédé à Draveil (Essonne) le 3 novembre 1995. Acteur de comédies populaires françaises des années 1960-1970, notamment au côté de Louis de Funès.
- Henri Victor, vicomte de L'Espinay (1808-1878), fut un homme d'église et politique vendéen du XIXe siècle ; il a occupé des fonctions à l'évêché de Luçon et a été conseiller municipal de la commune.
- Émile Girardeau, (1882-1970), né à Luçon, polytechnicien (promotion 1902), créateur de la société CSF, pionnier de la radiodiffusion.
- Fabrice Hybert, artiste, né à Luçon en 1961.
- François-André Isambert, avocat, magistrat, fondateur de la Société française pour l'abolition de l'esclavage, député de Luçon de 1832 à 1848.
- Henri-Aimé Vrignaud, fondateur de la Distillerie Vrignaud à Luçon en 1812. Sa distillerie détient par son arrière petit fils Henri Emile Alexandre Vrignaud, la plus haute récompense à décernée aux liqueurs, pour la liqueur de café « Kamok » lors de l’Exposition universelle de 1889
- Georges de La Falaise, (1866-1910), épéiste et sabreur français, champion olympique aux Jeux de 1900 à Paris y est né.
- Gaspard de Bernard de Marigny, né à Luçon le 2 novembre 1754, général vendéen, fusillé le 10 juillet 1794, sur ordre de Charette et de Stofflet.
- Charles de Mesnard (Luçon, 18 septembre 1769 – Paris, 18 avril 1842), militaire et homme politique français des XVIIIe et XIXe siècles.
- Régis Messac (Champagnac, 2 août 1893 - du côté de Gross-Rosen ou de Dora, c. 1945) a été élève, de 1904 à 1907, à l’école de Luçon, où ses parents étaient instituteurs.
- Florimond Météreau (1888-1978), artiste peintre né à Luçon.
- Georges Millandy, auteur et chansonnier français (1870-1964), né à Luçon.
- Michel Moy, artiste peintre, né à Luçon en 1932, mort en 2007 et inhumé à Luçon.
- Armand Jean du Plessis de Richelieu, évêque de Luçon de 1607 à 1624.
- Charles Sochet des Touches, amiral, héros de la guerre d'indépendance des États-Unis, né à Luçon en 1727, mort à Prinquiau en 1793.
- Philbert Berthomé, (1919-2016), réalisateur cinématographique et fondateur du Ciné-club (les Actualités luçonnaises), inhumé à Luçon[40],[41].
- Le verrier Van-Guy y est mort.
- Dominique Souchet, maire de Luçon (1995-2001), Député Européen, député de la Vendée,Vice-Président du Conseil Génèral de la Vendée.

### Héraldique, devise et logotype
Le brochet se retrouve dans les armes de la commune de Luçon depuis le XIIIe siècle.

#### Armoiries
| Blason de Blason de Luçon | Blason  | De gueules au brochet d'argent posé en pal. |
| Blason de Blason de Luçon | Détails | Pendant Second Empire, les cornes d'abondance servent de support à l’écu. - Le brochet d’argent représente la pêche et l’abondance. - La couronne murale évoque la capital spirituel du Bas-Poitou. Timbre : - Couronne murale à quatre tours crénelées. Supports : - À sénestre et à dextre, cornes d'abondance au naturel d’or. Le statut officiel du blason reste à déterminer. |

| Blason de Blason du chapitre de Luçon | Blason  | D'azur à trois brochets d'argent posés en fasce. |
| Blason de Blason du chapitre de Luçon | Détails | Le chapitre de Luçon a également un blason qui lui ressemble. On peut le voir comme décoration de clef de voûte de certaines chapelles de la cathédrale. Le statut officiel du blason reste à déterminer. |

### Logotype

Avant 1996.
De 1996 à 2023.
Depuis 2023.